# Hahncappsia marialis
Hahncappsia marialis là một loài bướm đêm trong họ Crambidae.